# Casa de Detenção de São Paulo
A Casa de Detenção de São Paulo, popularmente conhecida como Carandiru por localizar-se no bairro homônimo da cidade de São Paulo, foi uma penitenciária que se localizava na zona norte de São Paulo. Foi inaugurada em 21 de abril de 1920 e sua construção é do engenheiro-arquiteto Samuel das Neves.
A denominação de Casa de Detenção foi dada pelo interventor federal Ademar Pereira de Barros que em 5 de dezembro de 1938, pelo decreto estadual 9 789, extinguiu a Cadeia Pública e o Presídio Político da Capital. Este decreto previa separação de réus primários de presos reincidentes e separação dos presos pela natureza do delito.
Já chegou a abrigar mais de oito mil presos, sendo considerado à época o maior presídio da América Latina. Foi o local do massacre do Carandiru em 2 de outubro de 1992. Foi desativado e parcialmente demolido em 2002, no governo de Geraldo Alckmin, dando lugar ao Parque da Juventude. Em 2019, os edifícios e estruturas remanescentes do Complexo Penitenciário (os pavilhões remanescentes, o portal da Penitenciária, as estruturas remanescentes das muralhas do presídio e o edifício da prisão-albergue) foram tombados pela Prefeitura de São Paulo, considerando-se que a preservação do complexo é fundamental para a história prisional do Brasil. Segundo a arquiteta Anna Beatriz Ayroza Galvão, professora da Escola da Cidade e ex-superintendente do IPHAN, não se deve "apagar a memória da dor". "Se fosse isso, todos os campos de concentração teriam sido destruídos; é importante deixar as marcas dessa dor para que não se repitam atrocidades como essa na nossa história", explicou.

## Histórico

### Anos 1920-1940
O complexo penitenciário começou na década de 1920 com a criação da Penitenciária do Estado, sobre os cuidados de Ramos de Azevedo. A Penitenciária do Estado de São Paulo, localizada na Zona Norte da capital, foi inaugurada em 21 de abril de 1920, em um momento em que as ideias de ressocialização dos presos ganhavam força. Inspirada no modelo arquitetônico do Centro Penitenciário de Fresnes, na França, a construção foi vista como uma inovação para a época, sendo considerada um exemplo de eficiência e modernidade nos primeiros anos de sua operação. A penitenciária representava um esforço do governo para criar um ambiente carcerário que promovesse a recuperação dos detentos, alinhada às tendências internacionais de humanização do sistema prisional.
Por duas décadas, de 1920 a 1940 - ano em que atingiu sua capacidade projetada máxima de 1200 detentos - o presídio, então chamado Instituto de Regeneração, foi considerado um padrão de excelência nas Américas, atraindo a visita de inúmeros políticos, estudantes de direito, autoridades jurídicas italianas e até mesmo personalidades como Claude Lévi-Strauss, que vinham a São Paulo para visitá-la. Em 1936, Stefan Zweig - amigo pessoal de Sigmund Freud - escreveu, em seu livro, Encontros com homens, livros e países "que a limpeza e a higiene exemplares faziam com que o presídio se transformasse em uma fábrica de trabalho. Eram os presos que faziam o pão, preparavam os medicamentos, prestavam os serviços na clínica e no hospital, plantavam legumes, lavavam a roupa, faziam pinturas e desenhos e tinham aulas".

### Anos 1950-1990
Em 1956, a penitenciária passou por uma grande transformação e foi reclassificada como Casa de Detenção, uma mudança que envolveu a ampliação de sua capacidade. Inicialmente projetada para abrigar um número limitado de presos, a capacidade foi dobrada, passando a comportar até 3.250 detentos. No entanto, com o crescimento populacional e o aumento da criminalidade ao longo das décadas, a superlotação rapidamente se tornou um problema, culminando na formação do que mais tarde seria conhecido como o Complexo Penitenciário do Carandiru. No final dos anos 1990, o Carandiru já havia se tornado o maior presídio da América Latina, com uma população carcerária que ultrapassava 8 mil presos, muito além da sua capacidade projetada. As condições precárias de vida dentro do complexo e a superlotação contribuíram para o aumento da tensão e da violência, o que culminou em uma tragédia de grandes proporções.

#### Massacre de 1992

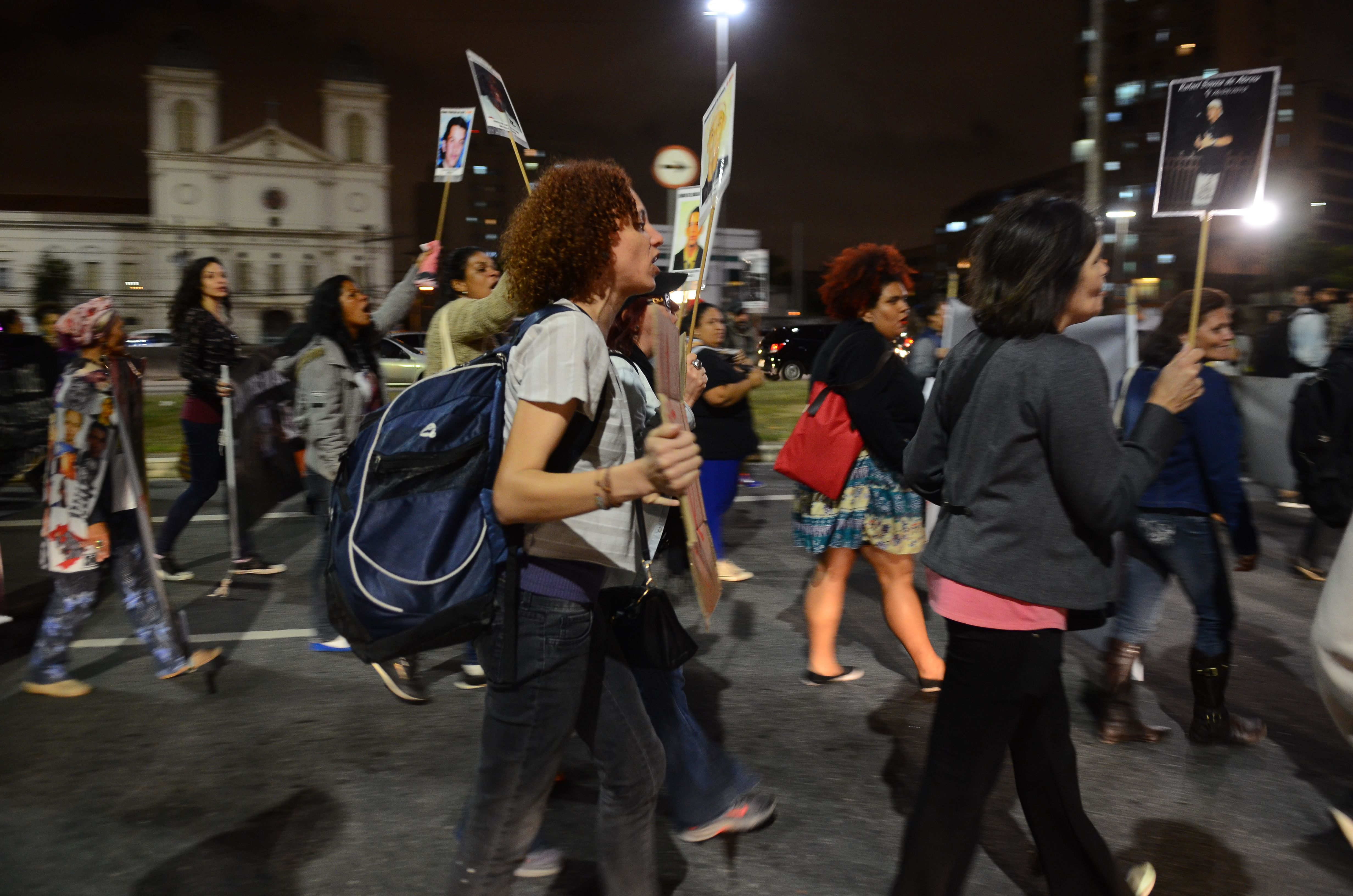
Ato em memória dos mortos no massacre (2016)

Em 2 de outubro de 1992, uma rebelião tomou conta do presídio, levando à intervenção da polícia militar. O resultado foi o chamado "Massacre do Carandiru", no qual 111 presos foram mortos, um evento que chocou o país e trouxe à tona as falhas estruturais e os abusos cometidos dentro do sistema prisional. A canção "Diário de um detento", do grupo de rap Racionais MC's, descreve a vida dos detentos e, principalmente o episódio conhecido como "massacre do Carandiru". Em 2000, foi criado o grupo 509-E no interior do presídio. O grupo gravou dois álbuns dentro do presídio, obtendo uma vendagem alta de cópias para o mercado brasileiro de rap. Segundo muitos presos, o número oficial de mortos, durante a invasão da PMSP, é inferior ao real - que seria de, pelo menos, 250 detentos. O comandante da operação, coronel Ubiratan Guimarães, enfrentou um júri popular em 2001 e foi condenado a seis séculos de prisão, mas recorreu, alegando ter agido no estrito cumprimento do seu dever, e foi absolvido em fevereiro de 2006 (assassinado sete meses depois, em setembro). A ação policial teve o julgamento agendado pela Justiça de São Paulo para 28 de janeiro de 2013 e entre os réus figuravam 28 dos mais de cem policiais acusados.
Após ser adiado duas vezes, o primeiro dos quatro julgamentos de policiais acusados pelo massacre do Carandiru começou em abril 2013. Naquele mês, 23 policiais envolvidos no massacre foram condenados a 156 anos de prisão cada um, pelo assassinato de 13 detentos. Em agosto de 2013, outros 25 policiais envolvidos no massacre foram condenados a 624 anos cada um, pela morte de 52 detentos. Em abril de 2014, 15 outros policiais acusados pela morte de oito detentos e tentativa de homicídio contra outros dois foram julgados culpados. Cada um dos réus foi condenado a 48 anos de prisão, sendo 12 por cada uma das quatro mortes e absolvidos de outras quatro, já que estas vítimas morreram com a utilização de arma branca. Foram também inocentados das acusações de tentativa de homicídio. A decisão previa o cumprimento da pena em regime fechado, mas facultava aos acusados o direito de recorrer em liberdade, tal como haviam respondido ao processo até aquele momento.
Embora a ONU tenha instado o Brasil a fazer justiça aos mais afetados pelo massacre em setembro de 2016, o tribunal declarou nulo o julgamento do massacre do Carandiru. O tribunal julgou que o massacre foi um ato de autodefesa e que havia falta de provas que ligassem os policiais, individualmente, aos assassinatos. Na sequência, o promotor entrou com um recurso, e o processo continua em andamento. Nenhum dos policiais condenados cumpriu suas penas. Desde o massacre, o governo federal brasileiro aprovou nova legislação para reformar o sistema penitenciário, que ainda não foi aplicada.

### Desativação nos anos 2000

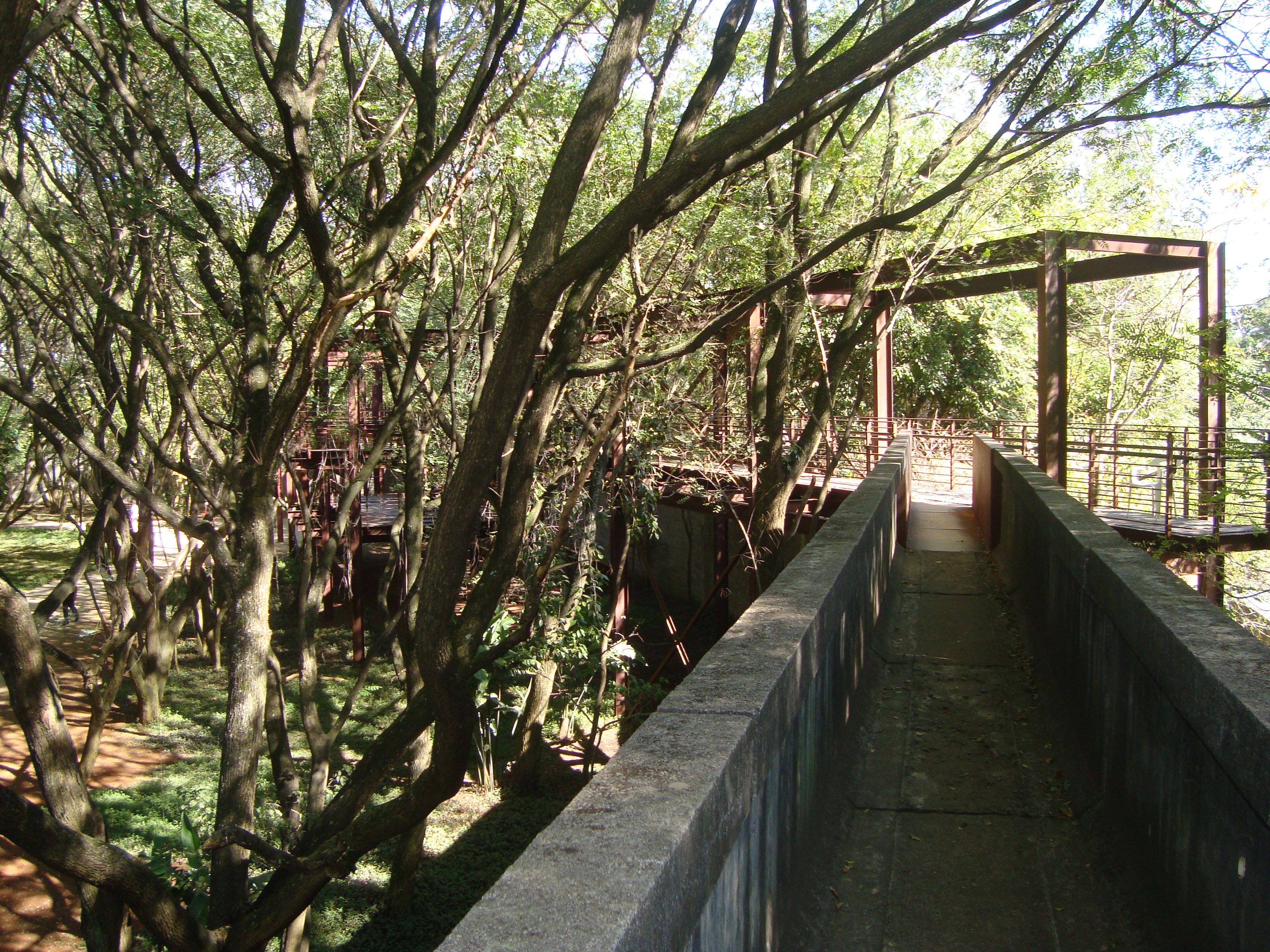
Restos da muralha da penitenciária transformados em passarelas no Parque da Juventude

A demolição parcial do complexo começou em 8 de dezembro de 2002, quando os pavilhões 6, 8 e 9 foram implodidos, marcando simbolicamente o fim de uma era para o sistema prisional paulista. No ano seguinte, em 2003, o local passou por um processo de revitalização e ganhou uma nova função, sendo transformado no Parque da Juventude, uma área de lazer e convivência pública que ocupa 240 mil metros quadrados.
Além da Biblioteca de São Paulo (BSP), o parque conta com instalações esportivas e culturais, incluindo a Escola Técnica Estadual Parque da Juventude, que oferece cursos regulares de enfermagem, informática, música e canto. O espaço se tornou um símbolo de renovação e transformação, ocupando um lugar de memória e reflexão sobre o passado, ao mesmo tempo que oferece oportunidades de aprendizado e desenvolvimento para a comunidade.

## Na cultura popular

### Televisão
A terceira temporada da série de televisão americana Prison Break foi inspirada na Casa de Detenção de São Paulo e na Penitenciária de San Pedro na Bolívia. Na série, a penitenciária se chama Sona (Penitenciária Federal de Sona).
O local também ficou conhecido por uma polêmica e rara edição do Domingo Legal, onde contou com a visita da médium Socorro Leite e do então apresentador Gugu Liberato na área, já desativada, durante o mês de maio de 2002. Tal episódio ficou marcado pelos gritos de medo da sensitiva e no tom sensacionalista da reportagens, levando a mesma a impedir a veiculação desse feito em qualquer mídia. Atualmente há apenas uma das partes da visita de Socorro disponível no YouTube.

### Literatura
- Estação Carandiru de Dráuzio Varela
- Diário de um detento de Jocenir
- Vidas do Carandiru - Histórias Reais de (Humberto Rodrigues)
- Às Cegas de Luís Alberto Mendes
- Sobrevivente André du Rap, do Massacre do Carandiru de André du Rap
- Código de Cela, o mistério das prisões de Guilherme S. Rodrigues
- Memórias de um Sobrevivente de Luís Alberto Mendes
- Cela Forte mulher de Antônio Carlos Prado
- Pavilhão 9, Paixão e morte no Carandiru de Hosmany Ramos
- Carandirú: o Caldeirão do diabo - Celso Bueno de Godoy
- Uma porta para a vida - Celso Bueno de Godoy

## Cinema
- O Prisioneiro da Grade de Ferro (Autorretratos), de Paulo Sacramento (2003). Documentário realizado pelos próprios presos, um ano antes da desativação da Casa de Detenção do Carandiru.
- Carandiru, filme de Hector Babenco (2003)